# Cyrtanthus wellandii
Cyrtanthus wellandii är en amaryllisväxtart som beskrevs av Deirdré Anne Snijman. Cyrtanthus wellandii ingår i släktet Cyrtanthus, och familjen amaryllisväxter. Inga underarter finns listade i Catalogue of Life.